# Mitrobryum koelzii
Espèce
Statut de conservation UICN

 EN B1+2cd : En danger
Mitrobryum koelzii est une espèce de plantes de la famille des Dicranaceae.

## Publication originale
- The Bryologist 71: 82. f. 1–10. 1968.